# Hector (Minnesota)
Hector – miasto w Stanach Zjednoczonych, w stanie Minnesota, w hrabstwie Renville.